# Roman Schatz

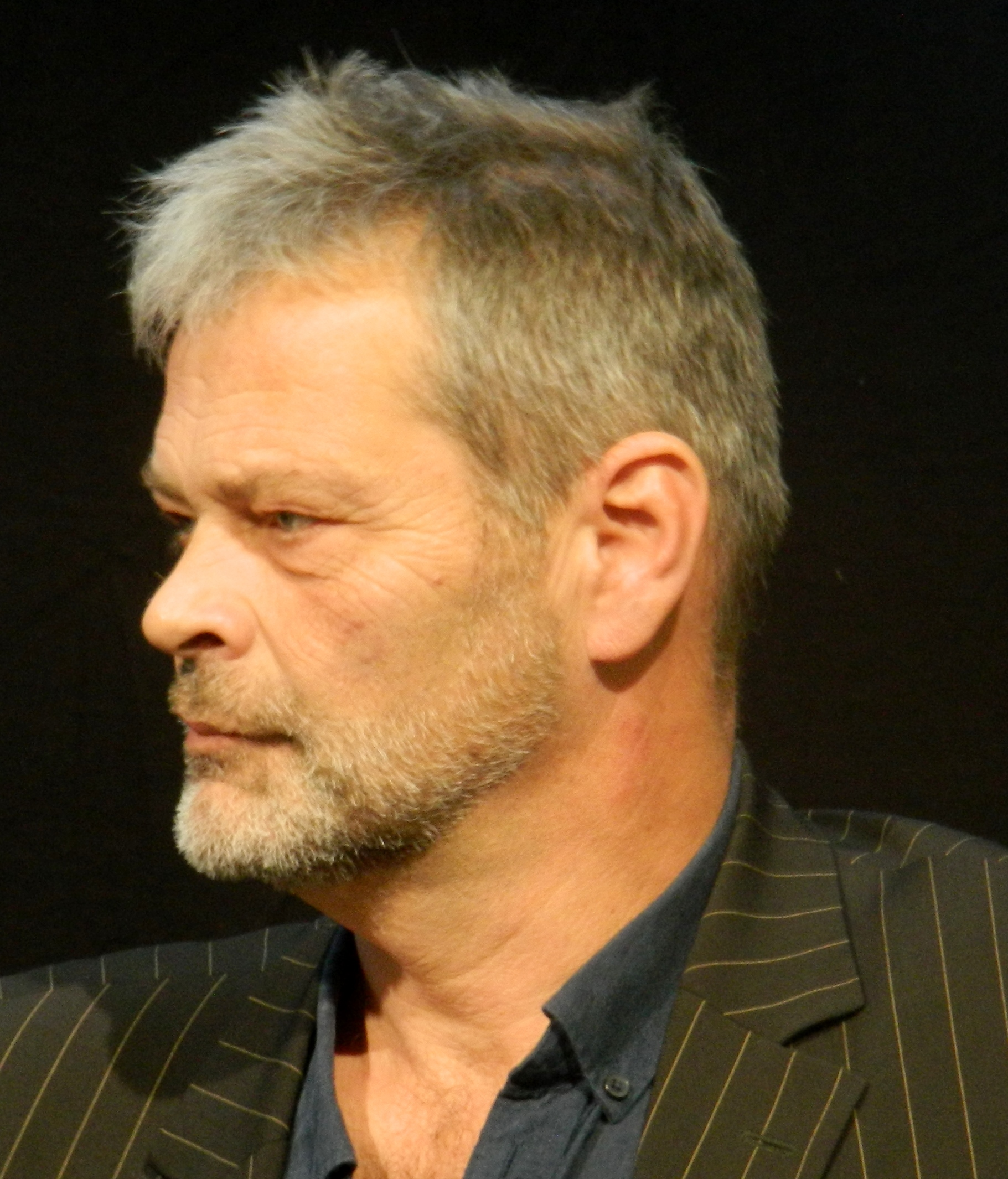
Roman Schatz 2017

Roman Schatz (* 21. August 1960 in Überlingen) ist ein deutsch-finnischer Autor, Fernsehproduzent, Moderator und Schauspieler, der in Finnland lebt und arbeitet.

## Leben
Roman Schatz studierte an der Freien Universität Berlin Germanistik und Romanistik. 1985 zog er nach Helsinki zu seiner finnischen Lebensgefährtin. Neben seinen literarischen Veröffentlichungen verfasste er Deutschlehrbücher und Drehbücher für das finnische Fernsehen YLE. Gelegentlich tritt er im Film in Nebenrollen auf, so 2007 in Raja 1918. In den finnischen Medien gilt er – ähnlich wie Steffen Möller in Polen – als „der Deutsche vom Dienst“, also als Ansprechpartner zur Beurteilung und Einordnung von Ereignissen und Entwicklungen in deutschsprachigen Ländern. Seit er 2012 die finnische Staatsbürgerschaft bekam, ist Schatz offenbar Doppelpassbesitzer.

## Buchveröffentlichungen
- mit Max Schmid: Finnland (Luzern: Reich, 1993) – ISBN 3-7243-0295-9
- From Finland with love – Suomesta, rakkaudella (Helsinki: Johnny Kniga, 2005) – ISBN 951-0-30415-8
- Rakasta minut (Helsinki: WSOY, 2006) – ISBN 978-951-0-31763-1
  - Der König von Helsinki oder wie ich der berühmteste Deutsche Finnlands wurde (Frankfurt am Main: Eichborn, 2007) – ISBN 978-3-8218-5836-4
- € (Helsinki: WSOY, 2007) – ISBN 978-951-0-33024-1
- Pravda. The truth about the Leningrad Cowboys (Helsinki: WSOY, 2008) – ISBN 978-951-0-34595-5
- Telewischn! (Frankfurt am Main: Eichborn, 2009) – ISBN 978-3-8218-5838-8
- Berliini (Helsinki: WSOY, 2012) – ISBN 978-951-0-38307-0
- Voi maamme Suomi / Finland, what a country (Helsinki: WSOY, 2014) – ISBN 978-951-0-40527-7
- Gebrauchsanweisung für Finnland (München: Piper, 2014, Neuausgabe 2022) – ISBN 978-3-492-27581-1
- Asevelipuolet (Helsinki: Gummerus, 2017) – ISBN 978-951-24-0653-1